# Карачёвка (платформа)
Карачёвка (укр. Карачівка) — платформа Южной железной дороги в Харьковской области, находящаяся в посёлке Покотиловка и являющаяся в нём одним из наиболее оживлённых мест. Поезда дальнего следования, а также некоторые пригородные по платформе Карачёвка не останавливаются.

## Путевое развитие
Чётный и нечётный пути перегона Харьков Пассажирский-Покотиловка.

## Сооружения
Здание вокзала с кассой (работает 5.30-14.15), косметический ремонт проведён в 2005 г.; бывший буфет, в народе также известный как "Домик «Семечки на масло» (такая надпись была на двери на протяжении 1994—2005 гг.), а также уборная.

## Поезда
Участок Харьков-Мерефа обслуживается исключительно электропоездами ЭР2, ЭР2Р, ЭР2Т, ЭТ2 приписки РПЧ-1 и РПЧ-4. В чётном направлении поезда идут до станции 
Харьков-Пассажирский, в нечётном — до станций Мерефа, Змиёв, Борки, Лихачёво, Беляевка, Лозовая, Власовка, Красноград.